# Mike Vrabel
Michael George "Mike" Vrabel (født 14. august 1975 i Akron, Ohio, USA) er en tidligere amerikansk footballspiller, der spillede i NFL som linebacker for New England Patriots, Kansas City Chiefs og Pittsburgh Steelers. Vrabel kom ind i ligaen i 1997 og spillede frem til 2010.
Vrabel er tredobbelt Super Bowl-mester med New England Patriots, som han var med til at føre til sejr i både Super Bowl XXXVI, XXXVIII og XXXIX. En enkelt gang, i 2007, er han blevet udvalgt til Pro Bowl, NFL's All Star-kamp. Samme år havde han med Patriots nået sin fjerde Super Bowl, som dog blev tabt til New York Giants.

## Klubber
- Pittsburgh Steelers (1997–2000)
- New England Patriots (2001–2008)
- Kansas City Chiefs (2009–2010)